# Kannijákumari
Kannijákumari, česky častěji Kanjákumárí (tamilsky கன்னியாகுமரி, hindsky कन्याकुमारी, Kanjákumárí, anglicky Kanyakumari) je město v Tamilnádu, jednom z indických svazových států. K roku 2011 v něm žilo přes dvaadvacet tisíc obyvatel. 

## Poloha
Kannijákumari leží na Komorinském mysu, nejjižnějším bodě indického subkontinentu. Nejbližším větším městem je Nágarkóvil  přibližně dvacet kilometrů severozápadně. Dalším větším městem je Tiruvanantapuram, hlavní město sousední Kéraly, který leží bezmála devadesát kilometrů severozápadně.

## Dějiny
Nábřeží a historické centrum byly 26. prosince 2004 těžce poškozeny vlnou tsunami.
V roce 2017 poškodil město a jeho okolí cyklón Occhi.

## Obyvatelstvo
Převažujícím náboženstvím je křesťanství (61 %), následuje hinduismus (33 %) a islám (6 %). Převažujícím jazykem je tamilština, která je mateřským jazykem 96 % obyvatel.